# Граховско-пеуљски партизански одред
Граховско-пеуљски народноослободилачки партизански (НОП) одред Гаврило Принцип је био партизанска јединица у саставу Народноослободилачке војске и партизанских одреда Југославије током Другог светског рата у Босни и Херцеговини.

## Историјат
Формииран је јула 1941. на подручју Босанског Грахова као герилски одред Гаврило Принцип; 27. јула ослободио је Босанско Грахово. После продора италијанских окупаторских снага у Босанско Грахово и Дрвар, септембра 1941, Одред је престао да постоји, а нешто касније формиран је истоимени батаљон у саставу 5. крајишког НОПО, који је у септембру 1942. ушао у састав 4. крајишке бригаде. Почетком августа 1943. од чете Команде места Босанско Грахово и чете Команде места Прекаја, формиран је Одред са око 250 бораца. Почетком септембра у састав Одреда ушла је Пеуљска чета, кад је Одред преименован у Граховско-пеуљски НОПО Гаврило Принцип, којем је 6. септембра припојен Сајковачки батаљон из Гламочко-ливањског НОПО. Тада је Одред имао око 800 бораца и дејствовао на подручју Граховског и Горњеливањског поља. Почетком октобра Одред је реорганизован: формиран је Ударни батаљон јачине 300 бораца, који је упућен на Мањачу, а у Одреду су остала два слабија батаљона и једна чета. До краја 1943. Одред је поновно имао три батаљона. Бранећи слободну територију, Одред је често водио борбе са четницима из Книна, вршио мобилизацију и обезбеђивао саобраћај и партизанске болнице. Посебно се истакао у одбрани слободне територије после доласка Врховног штаба у Дрвар, ради чега је често садејствовао јединицама 9. и 19. дивизије НОВЈ. Нарочито тешке борбе с Немцима и четницима водио је у дрварској операцији мај—јуни 1944, на планини Јадовнику. Крајем 1944. и почетком 1945. Одред је учествовао и у борбама за ослобођење Книна, Бихаћа и у чишћењу подручја Босанске крајине од четника. Расфомииран је почетком марта 1945. а његово људство највећим делом попунило је јединице КНО].